# 泰比

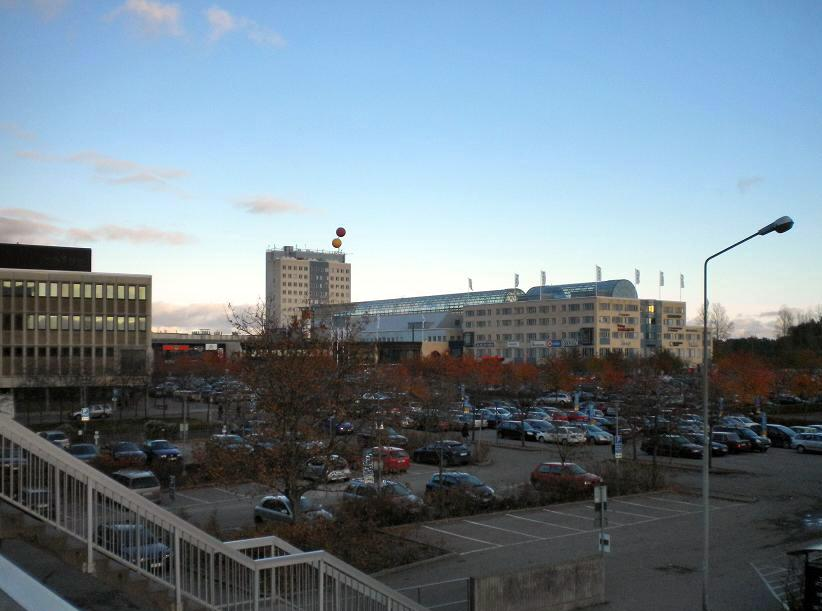
「泰比中樞」購物商場

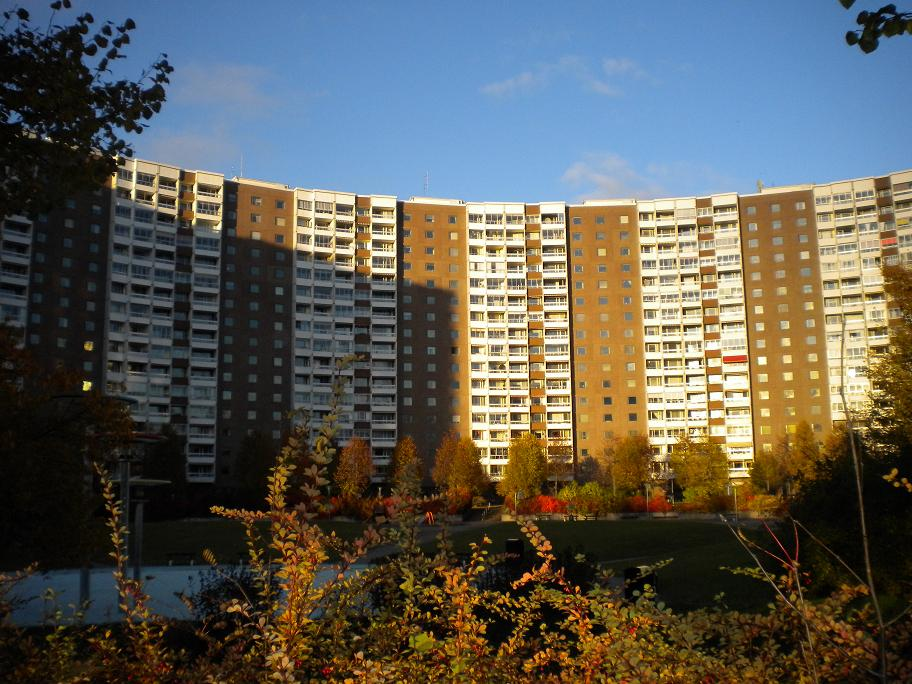
在「泰比中樞」附近的索斯杜根大廈

泰比是一個位於斯德哥爾摩省的城區。泰比亦是泰比市镇的治所。根據2010年的人口普查，泰比的人口為61,272人。泰比也覆盖丹德吕德市镇和索伦蒂纳市镇的部分区域。
泰比因其賽馬場而聞名。泰比的賽馬場名為「泰比馳騁」。泰比馳騁於1960年正式開張，以取代舊賽馬場乌尔里克斯达尔（Ulriksdal）。泰比的市中心名為「泰比中樞」，而泰比中樞內亦有全瑞典最大的商場。

## 歷史
泰比（Täby）這個名字源自。是一個古瑞典詞彙，其意思為「圓桿圍欄之間的狹窄的道路」。而則指村落。 由此可見，泰比在維京時代擁有大量「圓桿圍欄之間的狹窄的道路」。而近代瑞典人在泰比教堂附近發現的佑拉班奇符文石頭上看見刻有「泰比」這個字，因此把這裡命名為泰比。
於青铜时代，泰比已經有人類居住。在維京時代，包括泰比在內的烏普蘭一帶已發展出農業。而居住於泰比的人世代務農，直至20世紀早期才開始發展其他工業。於1885年，泰比有了自己的第一間商業店鋪。同年，經過泰比的羅斯拉根鐵路亦正式啟用，令人們能更方便地穿梭於斯德哥爾摩和羅斯拉根之間。因斯德哥爾摩的擴張，自1950年起泰比已成為斯德哥爾摩的郊區。

## 交通

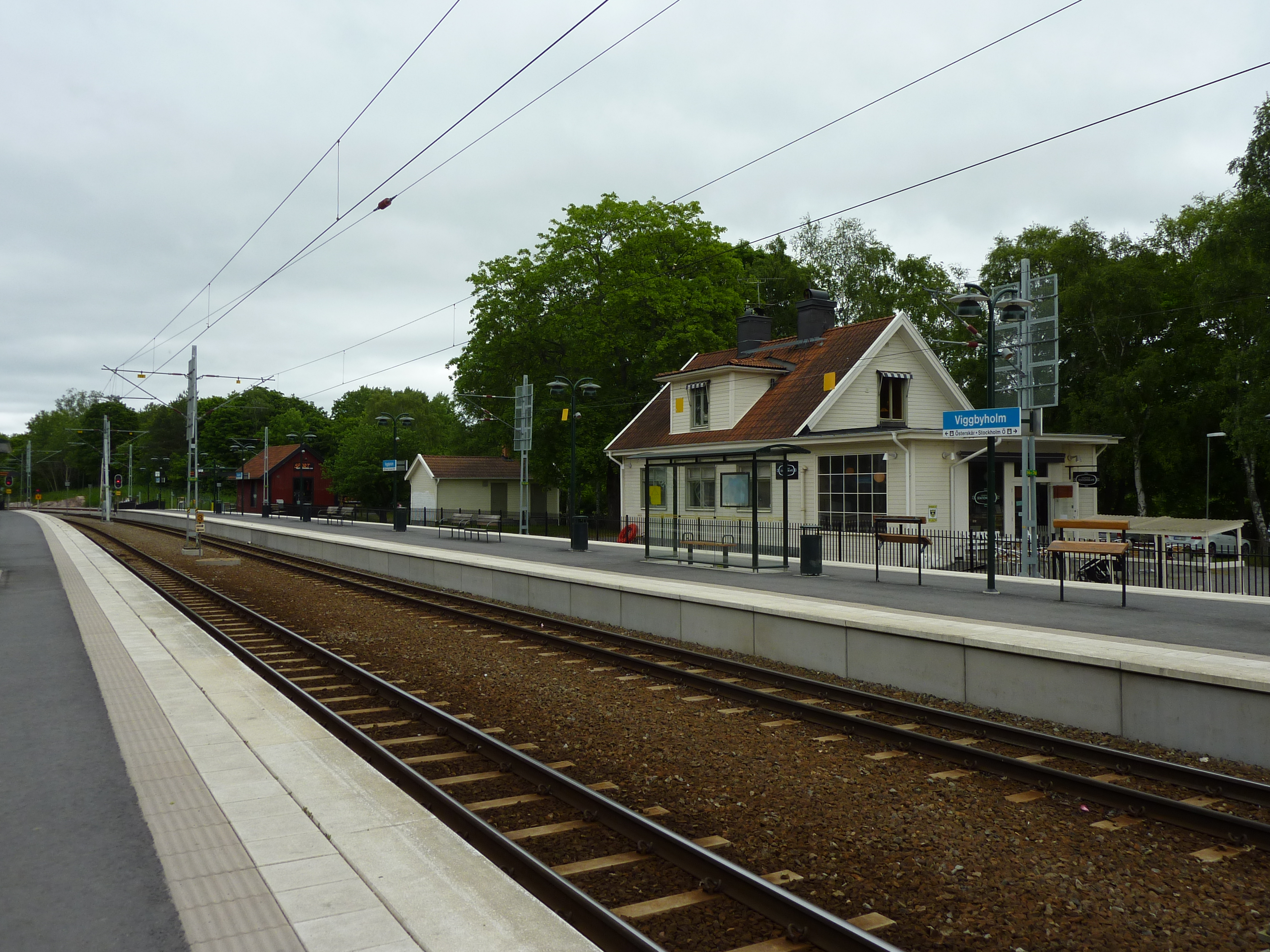
羅斯洛斯班南鐵路的泰比站

通往泰比的主要道路有欧洲E18公路和羅洛斯德林公路。市區鐵路羅斯拉根鐵路（Roslagsbanan）亦能通往泰比。泰比也是羅斯拉根鐵路的其中一個站。

## 行政區域
泰比總共包含18個區域。
- 阿凌耶（Arninge）
- 艾拉庭院（Ella Gård）
- 客斯達（Hacksta）
- 艾拉公園（Ella Park）
- 恩伊比貝里（Enebyberg）
- 恩斯達（Ensta）
- 伊力斯倫（Erikslund）
- 吉比倫（Gribbylund）
- 赫根納斯（Hägernäs）
- 路恩（Lahäll）
- 洛庭倫（Löttingelund）
- 洛夫拿（Lövbrunna）
- 納斯比公園（Näsbypark）
- 露斯洛格納斯比（Roslags Näsby）
- 史格平（Skarpäng）
- 泰比中樞（Täby Centrum）
- 力露比爾摩（Viggbyholm）
- 華納托（Vallatorp）
- 維升耶（Visinge）

## 人口
| 截至2000年泰比的人口 | 截至2000年泰比的人口 | 截至2000年泰比的人口 | 截至2000年泰比的人口 | 截至2000年泰比的人口 | 截至2000年泰比的人口 |
| 市镇                 | 人口                 | 位於泰比外的都會區   | 位於泰比外的其他地區 | 總和                 | 佔塔比總人口的比率   |
| -------------------- | -------------------- | -------------------- | -------------------- | -------------------- | -------------------- |
| 泰比市镇             | 53,122               | 6,767                | 308                  | 60,197               | 88.25                |
| 丹德呂德市镇         | 4,701                | 24,817               | 52                   | 29,570               | 15.90                |
| 索伦蒂纳市镇         | 11                   | 57,934               | 103                  | 58,048               | 0.02                 |
| 總和                 | 57,834               | 89,518               | 463                  | 147,815              | 100.00               |

根據2010年人口普查，泰比的總人口為61,272人，相對2000年人口普查的數據57,834人增加了約6%。根據2000年人口普查，若泰比包括位於泰比外的地區在內，其總人口為147,815人。在泰比中，泰比市镇擁有泰比大部份人口。接近九成泰比居民都居住於泰比市镇內。

## 照片

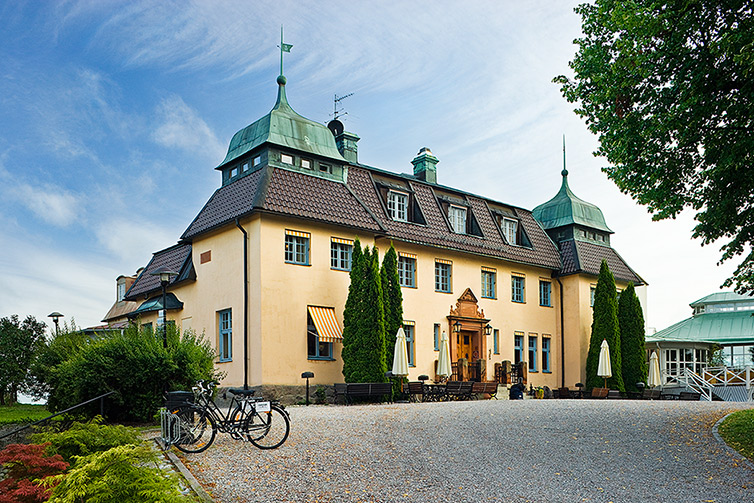
索利斯杜倫莊園，現今的用途為會議現場
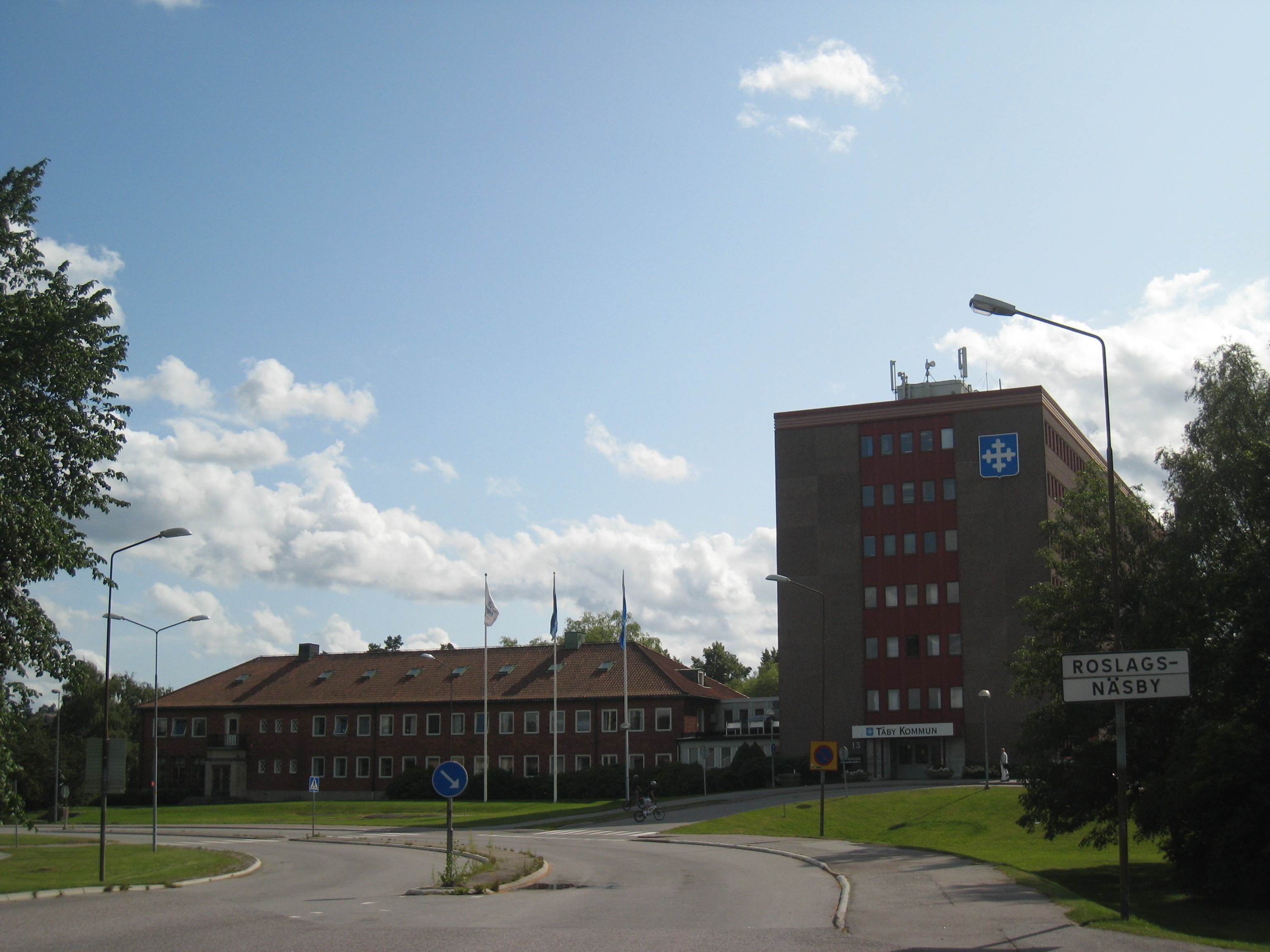
泰比市镇市政大樓
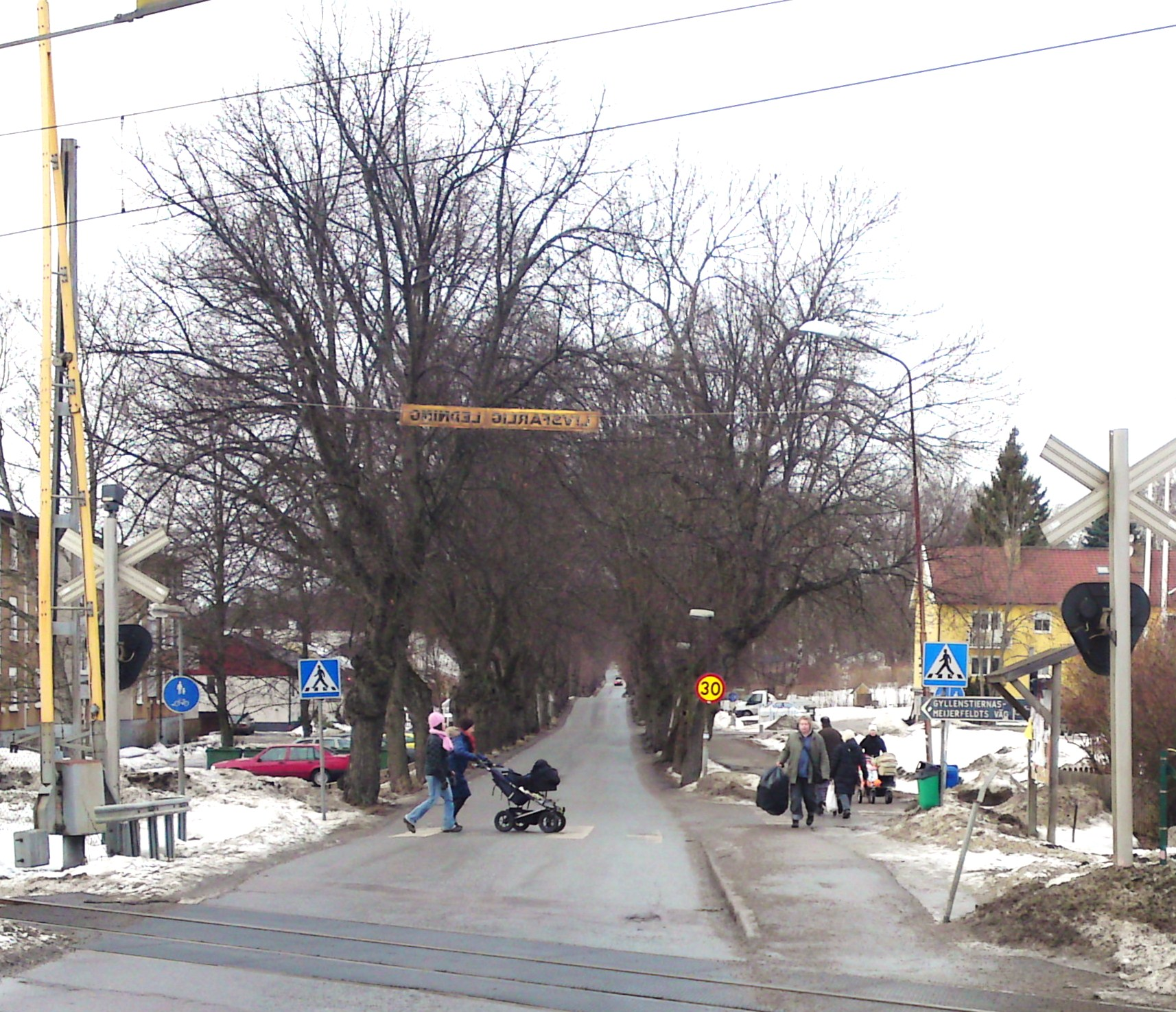
納斯比公園內的道路與鐵路交界處